# Tepuibasis neblinae
Tepuibasis neblinae är en trollsländeart som först beskrevs av De Marmels 1989.  Tepuibasis neblinae ingår i släktet Tepuibasis och familjen dammflicksländor. Inga underarter finns listade i Catalogue of Life.